# Palais Blankenstein
Pour les articles homonymes, voir Blankenstein (homonymie).
Le Palais Blankenstein est un palais urbain de Vienne situé dans l'Innere Stadt, sur Kohlmarkt. 

## Histoire
Un bâtiment existant avec des structures médiévales et baroques a été agrandi en 1791/92 et la façade a été conçue dans un style classique. Dans les années 1887 à 89, le bâtiment a été de nouveau adapté et restauré en 1995. Le palais résidentiel abrite depuis 1887 la célèbre pâtisserie Demel. 

## Littérature
- Dehio Vienne, District I. - Innere Stadt, p. 752,  (ISBN 3-85028-366-6)

## Source de traduction
- (de) Cet article est partiellement ou en totalité issu de l’article de Wikipédia en allemand intitulé « Palais Blankenstein » (voir la liste des auteurs).